# Teodor Pejačević
Teodor Pejačević (ur. 24 września 1855 w Našicach, zm. 23 lipca 1928 w Wiedniu) – chorwacki polityk, ban Chorwacji w latach 1903–1907.

## Życiorys
Był synem Ladislava Pejačevicia, chorwackiego polityka i bana Chorwacji w latach 1880–1883.
Studiował prawo na uniwersytetach w Bonn i Budapeszcie. Na tym drugim uzyskał stopień naukowy doktora. Następnie rozpoczął karierę w służbie cywilnej, pełniąc służbę w Osijeku i Zagrzebiu. W latach 1886–1901 stał na czele komitatu Verőce (żupanii virowitickiej) jako jej żupan. W 1898 roku został odznaczony Orderem Świętego Stefana. W 1901 roku uzyskał mandat posła. Dwa lata później zastąpił Károly’a Khuen-Héderváry’ego i został banem Chorwacji, podobnie jak ojciec. Od 1906 roku popierał program polityczny Koalicji Chorwacko-Serbskiej. W 1907 roku zrezygnował z pełnionej funkcji, protestując w ten sposób przeciwko ustanowieniu języka węgierskiego językiem urzędowym chorwackich kolei. W tym samym roku założył szkołę kształcącą muzyków, malarzy, rzeźbiarzy i lekarzy. W 1913 roku został ministrem bez teki ds. chorwackich w węgierskim rządzie Istvána Tiszy i pełnił tę funkcję do 1917 roku. Był też doradcą cesarza Franciszka Józefa I. W 1918 roku zakończył działalność polityczną.
Był ojcem Dory Pejačević, chorwackiej kompozytorki.